# چن لو (اسکیت‌باز)
چن لو (انگلیسی: Chen Lu؛ زادهٔ ۲۴ نوامبر ۱۹۷۶) اسکیت‌باز نمایشی اهل چین است.